# 1931 у літературі

## Нагороди
- Нобелівську премію з літератури отримав шведський поет Ерік Аксель Карлфельдт.

## Народились
- 13 січня — Вайнер Аркадій Олександрович (помер 2005), радянський та російський письменник.
- 7 травня — Джин Вулф (помер 2019), американський письменник-фантаст.
- 9 травня — Ерік Дамманн, норвезький письменник, антиглобаліст і природоохоронець.
- 30 травня — Антоніо Гамонеда, іспанський поет.

## Померли
- 5 листопада — Оле Едварт Роульваг, американський норвезькомовний письменник (народився у 1876).